# Pitcairnia umbratilis
Pitcairnia umbratilis är en gräsväxtart som beskrevs av Lyman Bradford Smith. Pitcairnia umbratilis ingår i släktet Pitcairnia och familjen Bromeliaceae. Inga underarter finns listade i Catalogue of Life.